# Spanische Blume

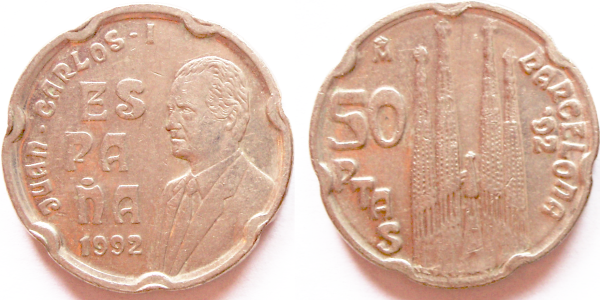
Beispiel der Spanischen Blume bei der 50-Peseten-Münze (1990–2000)

Als Spanische Blume (spanisch flor española) wird die an eine Blüte erinnernde Form einer Münze bezeichnet. Sie weist sieben gleichmäßig am Rand verteilte Einkerbungen auf und geht auf eine spanische 50-Peseten-Münze zurück, die ab 1991 geprägt wurde. Diese besondere Prägung wurde eingeführt, um blinden und sehbehinderten Menschen die Unterscheidung der Münze von anderen Werten zu erleichtern.
Wegen der sieben Einkerbungen (Siebeneck) gilt die Münze numismatisch als „nicht rund“.
Die Form ist heute insbesondere durch die Verwendung bei der 20-Cent-Münze des Eurogeldes bekannt. Damit ist die 20-Cent-Münze die einzige Münze des Eurogeldes, die nicht rund ist – die 10- und 50-Cent-Münzen gelten trotz ihrer Randkerbung numismatisch als „rund“.
Weitere Beispiele für die heutige Verwendung der spanischen Blume sind:
- 20-Cent-Stück des Neuseeland-Dollar
- $2 des Fidschi-Dollar (seit Ende 2014)[1]